# Ла-Фуенте-де-Сан-Естебан
Ла-Фуенте-де-Сан-Естебан (ісп. La Fuente de San Esteban) — муніципалітет в Іспанії, у складі автономної спільноти Кастилія-і-Леон, у провінції Саламанка. Населення — 1453 особи (2010).
Муніципалітет розташований на відстані близько 220 км на захід від Мадрида, 50 км на захід від Саламанки.
На території муніципалітету розташовані такі населені пункти: (дані про населення за 2010 рік)
- Боаділья: 189 осіб
- Ла-Фуенте-де-Сан-Естебан: 1108 осіб
- Муньйос: 96 осіб
- Санта-Олалья-де-Єльтес: 60 осіб

## Демографія
Динаміка населення (INE ):

## Зовнішні посилання
- Провінційна рада Саламанки: індекс муніципалітетів [Архівовано 23 квітня 2009 у Wayback Machine.]
- Посилання на Google Maps